# Caecilia leucocephala
Caecilia leucocephala Taylor, 1969 è un anfibio della famiglia Caeciliidae.

## Distribuzione e habitat
La specie è stata osservata in Ecuador, Colombia e Panama, dove occupa vari habitat umidi, tropicali o subtropicali.